# Stee-aan-de-Wee
Stee-aan-de-Wee ( Engels: Mould-on-the-Wold ) is een plaats die wordt genoemd in Harry Potter en de Relieken van de Dood, het zevende en laatste boek uit de Harry Potter-serie. De boeken van Harry Potter zijn geschreven door de Engelse J.K. Rowling.
Stee-aan-de-Wee was de voormalige woonplaats van de familie Perkamentus. De familie verhuisde naar Goderics Eind toen Albus' vader Parcival naar Azkaban werd gestuurd.